# Raja Ampat-eilanden

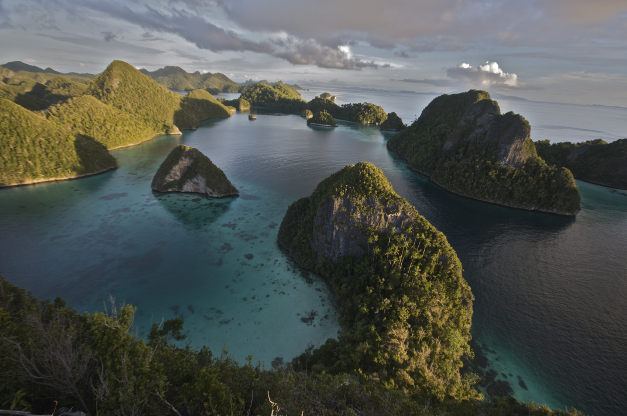
Panorama

De Raja Ampat-eilanden of Viervorsteneilanden zijn een eilandengroep die onderdeel vormt van de Indonesische provincie West-Papoea, gelegen ten westen van de Vogelkop. De eilandengroep bestaat uit een viertal grotere eilanden Waigeo, Batanta, Salawati en Misool, en een aantal kleinere, waaronder Kofiau en Gag. De bevolking van de eilandengroep is nauw verwant aan die van het eiland Biak, dat bijna 350 kilometer oostelijk ligt in de Geelvinkbaai. Door de bevolking worden meerdere talen gesproken welke verwant zijn aan onder andere het Biaks. De eilanden zijn dunbevolkt. Het heuvelachtige binnenland van de eilanden bereikt een hoogte van 1200 meter en is dicht begroeid met tropisch regenwoud. Delen van Waigeo en Batanta en het noorden van Salawati zijn beschermde natuurreservaten. De eilanden zijn omringd door koraalriffen.

## Historie
De Raja Ampat-eilanden zijn in het verleden gekoloniseerd door een zeevarend volk de Papwas dat afkomstig is van Biak. De kolonisatie heeft mogelijk plaatsgevonden in de zestiende eeuw. De, deels mythische, Biakse held Gura Besi belandde tijdens een trektocht naar het westen aan het hof van de eerste sultan van Tidore in de Noord-Molukken, Jamaluddin, die regeerde van 1495 tot 1512. Jamaluddin was op dat moment in een gevecht gewikkeld met een oorlogsvloot van het vorstendom Jailolo op Halmahera. Gura Besi hielp de sultan de vloot te verslaan, en kreeg als dank daarvoor een van zijn dochters, Boki Tabai, cadeau. Ook werd Gura Besi benoemd tot koning van de eilandengroep ten westen van de Vogelkop, al bleef hij aan de sultan schatplichtig. Gura Besi vestigde zich met prinses Boki Tabai op Waigeo, en kreeg daar vier zonen. Na het overlijden van Gura Besi kregen de zonen onderling ruzie. Ze gingen uit elkaar, vestigden zich ieder op een van de grotere eilanden en riepen zich daar tot koning uit. De eilandengroep dankt hieraan de naam Viervorsteneilanden. Raja is Indonesisch voor koning of vorst; ampat is de lokale Maleise variant voor empat, het Indonesische woord voor het getal vier.
De deels op historische gronden gebaseerde mythe is later door de Indonesische president Soekarno aangegrepen om de nauwe banden tussen Papoea en Indonesië te benadrukken. De mythe werd door Soekarno gebruikt in de periode tussen 1948 en 1962 om de Indonesische claims op Nederlands-Nieuw-Guinea hard te maken.
De nauwe relatie tussen de vorsten van de Raja Ampat-eilanden en de Molukken werd ook in de zestiende eeuw door de Portugezen opgemerkt. In die tijd bestonden er nauwe relaties met het sultanaat Batjan (Bacan) ten zuidwesten van Halmahera. Via handelscontacten kwam ook de islam de Raja Ampat-eilanden binnen. Een deel van de eilandbevolking, met name op Misool ging in die tijd over naar de islam.
Het woord "Papoea" heeft zijn oorsprong in de Raja Ampat-eilanden. De bevolking hield regelmatig naar Biaks voorbeeld raak-tochten (rooftochten) op andere eilanden en daarbij werden ook vissersdorpjes op de kusten van de Molukken overvallen. De bewoners van de Raja Ampat-eilanden stonden op de Molukken niet goed bekend, en werden aangeduid onder de naam papwas. Oorspronkelijk werd deze naam alleen gebruikt voor de bewoners van de Raja Ampat-eilanden, maar later is de naam verbasterd tot Papoea, en als pars pro toto in gebruik geraakt als aanduiding voor alle inwoners van Nieuw-Guinea.
De Raja Ampat-eilanden maakten in de periode tussen 1948 en 1962 deel uit van  Nederlands-Nieuw-Guinea. De eilandengroep was een apart bestuursressort behorende tot de Afdeling Westelijk Nieuw-Guinea. Het bestuursressort werd bestuurd vanaf het kleine eilandje Doom voor de kust van de havenplaats Sorong op de westpunt van de Vogelkop.

## Geologie en bewoning
De Raja Ampat-eilanden zijn dunbevolkt. De bevolking leeft voornamelijk van de visserij en woont in dorpjes langs de kust. De binnenlanden van de eilanden zijn nauwelijks bewoond, en zijn als gevolg van de dichte begroeiing met tropisch regenwoud vrijwel ondoordringbaar. Vooral Waigeo staat bekend om zijn dichte ondoordringbare vegetatie. In het verleden zijn Nederlandse soldaten er verdwaald geraakt.
Waigeo bestaat uit twee tegen elkaar liggende heuvelachtige delen, die van elkaar worden gescheiden door een fraaie binnenbaai. De voornaamste nederzetting is de districtshoofdstad Waisai aan de zuidkust. Op de noordkust ligt het plaatsje Kabare. De brede zeestraat tussen Waigeo en het zuidelijker gelegen Batanta wordt Selat Dampier of Straat Dampier genoemd.
Salawati bestaat uit een heuvelachtige rug langs de noordkust, die parallel loopt aan de heuvelrug van het noordelijker gelegen Batanta. Het zuiden van Salawati is vlak en heeft een laaglandregenwoud. Grote delen van dat regenwoud zijn echter gekapt en omgezet in landbouwgrond. Salawati ligt van de Raja Ampat-eilanden het dichtst bij het vasteland van de Vogelkop. De hoofdplaats is Sailolof.
Misool is het meest zuidelijk gelegen eiland van de Raja Ampat-eilanden. Het heeft van de eilandengroep de meest nauwe relatie met de Molukken. Misool ligt op 130 kilometer ten noorden van het Molukse eiland Ceram. De voornaamste nederzetting op Misool is Fafanlap.

## Mijnbouw
Op de Raja Ampat-eilanden wordt nikkel gevonden. Mijnen zijn aangelegd op Gebe, Waigeo en Gag. Alleen de mijn op Gag is nog in bedrijf.

## Endemische soorten
De Raja Ampat-eilanden zijn grotendeels begroeid met regenwoud. Delen van Waigeo, Batanta en Salawati staan bekend om hun hoge natuurlijke rijkdom en zijn uitgeroepen tot natuurreservaat. Waigeo en Batanta zijn beroemd om hun endemische soorten vogels en insecten. Bekend zijn onder meer de zwarte lori (Chalcopsitta atra) van Batanta, Salawati en Misool, Wilsons paradijsvogel (Diphyllodes respublica) en rode paradijsvogel (Paradisaea rubra, paradijsvogels), beide van Waigeo en Batanta. Bruijns boskalkoen (Aepypodius bruijnii, grootpoothoenders) komt voor op Waigeo. De soort was alleen bekend van balgen die door een handelaar en natuuronderzoeker Bruijn in de negentiende eeuw werd verzameld. De vogel is in 2002 herontdekt en levend waargenomen in het dichte oerwoud van Waigeo. De Koningin-Julianamonarch (Symposiachris julianae) is een zangvogel (familie monarchen en waaierstaartvliegenvangers) die pas in 1959 door de Amerikaanse ornitholoog Sidney Dillon Ripley werd ontdekt en beschreven en alleen op dat eiland voorkomt. Ook de kofiauvlagstaartijsvogel (Tanysiptera ellioti) is een endemische soort ijsvogel die alleen op Kofiau voorkomt.

## Bereikbaarheid
De Raja Ampat-eilanden zijn bereikbaar vanuit de haven van Sorong. Waisai is ook bereikbaar per vliegtuig vanuit Sorong. Een tocht van Sorong naar Batanta duurt ongeveer tussen een en drie uur, een tocht naar Waigeo ongeveer tussen anderhalf en vijf uur met de boot. Met het vliegtuig is het ongeveer een kwartier vliegen vanuit Sorong naar Waisai.